# Riksdagen 1605
Riksdagen 1605 ägde rum i Stockholm.
Ständerna sammanträdde i mitten av april 1605. 
Anledningen till att riksdagen sammankallades uppgavs av Karl IX vara att ett "så förskräckligt och ohörligt förräderi blivit uppenbarat, som aldrig tillförene bland Sveriges män är hört vordet". Under sådana förhållanden ville konungen inte fortsätta att regera, utan det vore då bättre att "bo bland ulvar och björnar".
Rättegångar mot dem som i enlighet med riksdagen 1600 dömts men inte avrättas fortsatte. De som nu anklagades för förräderi var Hogenskild Bielke, Arvid Stålarm och en tredje herre – Krister Klasson (Horn). De båda sistnämnda dömdes först till döden men benådades med fängelsestraff.
En formell uppsägning av Sigismund som kung utfärdades, dagtecknad 17 juni.
Karl IX fick riksdagens stöd för att påbörja krig mot Livland och Polen.
Riksdagen avslutades 17 juni 1605.